# Gare de Ligugé
La gare de Ligugé est une gare ferroviaire française de la ligne de Paris-Austerlitz à Bordeaux-Saint-Jean, située sur le territoire de la commune de Ligugé, dans le département de la Vienne, en région Nouvelle-Aquitaine.
Elle est mise en service en 1853. C'est une halte de la Société nationale des chemins de fer français (SNCF), desservie par des trains TER Nouvelle-Aquitaine.

## Situation ferroviaire
Cette gare est située au point kilométrique 343,846 de la ligne de Paris-Austerlitz à Bordeaux-Saint-Jean à 83 m d'altitude.
Elle est encadrée au nord par la gare de Poitiers et au sud par la gare d'Iteuil. Entre Ligugé et Poitiers s'intercale la gare fermée de Saint-Benoît.

## Histoire
La gare est ouverte le 28 juillet 1853.
En 2022, selon les estimations de la SNCF, la fréquentation annuelle de la gare était de 16 716 voyageurs contre 9 088 voyageurs en 2019.

## Services voyageurs

### Accueil
C'est un point d'arrêt non géré (PANG), équipé de deux quais avec abris. Le passage d'une voie à l'autre se fait un passage supérieur. Un parking pour les véhicules est présent.

### Dessertes
Ligugé est desservie par des trains du réseau TER Nouvelle-Aquitaine circulant entre Angoulême et Poitiers. Certains sont prolongés à Châtellerault.